# Philosepedon perdecorum
Philosepedon perdecorum is een muggensoort uit de familie van de motmuggen (Psychodidae). De wetenschappelijke naam van de soort is voor het eerst geldig gepubliceerd in 2012 door Omelková & Ježek.